# Campionati statunitensi di sci alpino 2015
I Campionati statunitensi di sci alpino 2015 si sono svolti a Sugarloaf dal 15 al 29 marzo. Il programma ha incluso gare di discesa libera, supergigante, slalom gigante, slalom speciale e combinata, tutte sia maschili sia femminili.
Trattandosi di competizioni valide anche ai fini del punteggio FIS, vi hanno partecipato anche sciatori di altre federazioni, senza che questo consentisse loro di concorrere al titolo nazionale statunitense. 

## Risultati

### Uomini

#### Discesa libera
| Pos. | Atleta             | Nazione     | Tempo   |
| ---- | ------------------ | ----------- | ------- |
| 1    | Wiley Maple        | Stati Uniti | 1:16,90 |
| 2    | Tyler Werry        | Canada      | 1:17,09 |
| 3    | Jeffrey Frisch     | Canada      | 1:17,52 |
| 4    | Jack Gower         | Regno Unito | 1:17,60 |
| 5    | Brodie Seger       | Canada      | 1:17,77 |
| 6    | Broderick Thompson | Canada      | 1:17,98 |
| 7    | Kipling Weisel     | Stati Uniti | 1:18,00 |
| 8    | Bryce Bennett      | Stati Uniti | 1:18,09 |
| 9    | Sam Morse          | Stati Uniti | 1:18,18 |
| 10   | Tanner Farrow      | Stati Uniti | 1:18,27 |

Data: 17 marzo

Località: Sugarloaf

Ore: 

Pista: 

Partenza: 1 174 m s.l.m.

Arrivo: 610 m s.l.m.

Dislivello: 564 m

Tracciatore: Tom Johnston

#### Supergigante
| Pos. | Atleta           | Nazione     | Tempo   |
| ---- | ---------------- | ----------- | ------- |
| 1    | Drew Duffy       | Stati Uniti | 1:19,73 |
| 2    | Steven Nyman     | Stati Uniti | 1:19,77 |
| 3    | Travis Ganong    | Stati Uniti | 1:19,80 |
| 4    | Tim Jitloff      | Stati Uniti | 1:19,94 |
| 5    | Wiley Maple      | Stati Uniti | 1:20,03 |
| 6    | Brennan Rubie    | Stati Uniti | 1:20,17 |
| 7    | Andrew Weibrecht | Stati Uniti | 1:20,38 |
| 8    | Marco Sullivan   | Stati Uniti | 1:20,49 |
| 9    | Jared Goldberg   | Stati Uniti | 1:20,57 |
| 10   | Bryce Bennett    | Stati Uniti | 1:20,59 |

Data: 25 marzo

Località: Sugarloaf

Ore: 

Pista: 

Partenza: 1 174 m s.l.m.

Arrivo: 549 m s.l.m.

Dislivello: 625 m

Tracciatore: Randy Pelkey

#### Slalom gigante
| Pos. | Atleta           | Nazione     | Tempo   |
| ---- | ---------------- | ----------- | ------- |
| 1    | Tim Jitloff      | Stati Uniti | 2:16,26 |
| 2    | Tommy Ford       | Stati Uniti | 2:16,68 |
| 3    | Nick Cohee       | Stati Uniti | 2:17,29 |
| 4    | Mark Engel       | Stati Uniti | 2:17,69 |
| 5    | David Chodounsky | Stati Uniti | 2:18,71 |
| 6    | Hig Roberts      | Stati Uniti | 2:18,86 |
| 7    | Jared Goldberg   | Stati Uniti | 2:18,95 |
| 8    | Jack Gower       | Regno Unito | 2:19,35 |
| 9    | Seppi Stiegler   | Stati Uniti | 2:19,61 |
| 10   | Michael Ankeny   | Stati Uniti | 2:19,89 |

Data: 27 marzo

Località: Sugarloaf

1ª manche:

Ore: 

Pista: 

Partenza: 1 149 m s.l.m.

Arrivo: 754 m s.l.m.

Dislivello: 395 m

Tracciatore: Ian Garner

2ª manche:

Ore: 

Pista: 

Partenza: 1 149 m s.l.m.

Arrivo: 754 m s.l.m.

Dislivello: 395 m

Tracciatore: Scott Moriarty

#### Slalom speciale
| Pos. | Atleta           | Nazione     | Tempo   |
| ---- | ---------------- | ----------- | ------- |
| 1    | David Chodounsky | Stati Uniti | 1:43,88 |
| 2    | AJ Ginnis        | Stati Uniti | 1:44,03 |
| 3    | Tim Kelley       | Stati Uniti | 1:44,77 |
| 4    | Alex Leever      | Stati Uniti | 1:46,61 |
| 5    | Seppi Stiegler   | Stati Uniti | 1:47,32 |
| 6    | Philippe Rivet   | Canada      | 1:47,47 |
| 7    | Thomas Woolson   | Stati Uniti | 1:48,32 |
| 8    | Brad Farrell     | Stati Uniti | 1:48,43 |
| 9    | Tim Jitloff      | Stati Uniti | 1:48,81 |
| 10   | Sam Morse        | Stati Uniti | 1:49,51 |

Data: 29 marzo

Località: Sugarloaf

1ª manche:

Ore: 

Pista: 

Partenza: 945 m s.l.m.

Arrivo: 747 m s.l.m.

Dislivello: 198 m

Tracciatore: Ian Lochhead

2ª manche:

Ore: 

Pista: 

Partenza: 945 m s.l.m.

Arrivo: 747 m s.l.m.

Dislivello: 198 m

Tracciatore: Peter Lange

#### Combinata
| Pos. | Atleta           | Nazione     |
| ---- | ---------------- | ----------- |
| 1    | David Chodounsky | Stati Uniti |
| 2    | ?                | ?           |
| 3    | ?                | ?           |

### Donne

#### Discesa libera
| Pos. | Atleta             | Nazione     | Tempo   |
| ---- | ------------------ | ----------- | ------- |
| 1    | Julia Ford         | Stati Uniti | 1:19,55 |
| 2    | Jacqueline Wiles   | Stati Uniti | 1:19,57 |
| 3    | Breezy Johnson     | Canada      | 1:20,48 |
| 4    | Abby Ghent         | Stati Uniti | 1:21,16 |
| 5    | Alice Merryweather | Stati Uniti | 1:21,26 |
| 5    | Mikaela Tommy      | Canada      | 1:21,26 |
| 7    | Isabella Wright    | Stati Uniti | 1:22,08 |
| 8    | Patricia Mangan    | Stati Uniti | 1:23,06 |
| 8    | Emma Woodhouse     | Canada      | 1:19,55 |
| 10   | Heidi Livran       | Stati Uniti | 1:23,20 |

Data: 17 marzo

Località: Sugarloaf

Ore: 

Pista: 

Partenza: 1 174 m s.l.m.

Arrivo: 610 m s.l.m.

Dislivello: 564 m

Tracciatore: Tom Johnston

#### Supergigante
| Pos. | Atleta           | Nazione     | Tempo   |
| ---- | ---------------- | ----------- | ------- |
| 1    | Alice McKennis   | Stati Uniti | 1:22,48 |
| 2    | Valérie Grenier  | Canada      | 1:22,58 |
| 3    | Jacqueline Wiles | Stati Uniti | 1:22,69 |
| 4    | Breezy Johnson   | Stati Uniti | 1:22,79 |
| 5    | Mikaela Tommy    | Canada      | 1:22,93 |
| 6    | Laurenne Ross    | Stati Uniti | 1:23,01 |
| 7    | Candace Crawford | Canada      | 1:23,09 |
| 8    | Stacey Cook      | Stati Uniti | 1:23,17 |
| 9    | Julia Ford       | Stati Uniti | 1:23,54 |
| 10   | Katharine Irwin  | Stati Uniti | 1:23,56 |

Data: 25 marzo

Località: Sugarloaf

Ore: 

Pista: 

Partenza: 1 174 m s.l.m.

Arrivo: 549 m s.l.m.

Dislivello: 625 m

Tracciatore: Trevor Wagner

#### Slalom gigante
| Pos. | Atleta             | Nazione     | Tempo   |
| ---- | ------------------ | ----------- | ------- |
| 1    | Nina O'Brien       | Stati Uniti | 2:22,30 |
| 2    | Paula Moltzan      | Stati Uniti | 2:22,67 |
| 3    | Megan McJames      | Stati Uniti | 2:22,88 |
| 4    | Laurenne Ross      | Stati Uniti | 2:23,16 |
| 5    | Stacey Cook        | Stati Uniti | 2:23,53 |
| 6    | Abby Ghent         | Stati Uniti | 2:23,98 |
| 7    | Patricia Mangan    | Stati Uniti | 2:24,26 |
| 8    | Rachael DesRochers | Stati Uniti | 2:24,36 |
| 9    | Stephanie Lebby    | Stati Uniti | 2:24,44 |
| 10   | Libby Gibson       | Stati Uniti | 2:24,63 |

Data: 26 marzo

Località: Sugarloaf

1ª manche:

Ore: 

Pista: 

Partenza: 1 149 m s.l.m.

Arrivo: 754 m s.l.m.

Dislivello: 395 m

Tracciatore: Karin Harjo

2ª manche:

Ore: 

Pista: 

Partenza: 1 149 m s.l.m.

Arrivo: 754 m s.l.m.

Dislivello: 395 m

Tracciatore: Frank Keble

#### Slalom speciale
| Pos. | Atleta            | Nazione     | Tempo   |
| ---- | ----------------- | ----------- | ------- |
| 1    | Mikaela Shiffrin  | Stati Uniti | 1:33,02 |
| 2    | Paula Moltzan     | Stati Uniti | 1:37,33 |
| 3    | Megan McJames     | Stati Uniti | 1:39,91 |
| 4    | Hailey Duke       | Stati Uniti | 1:40,07 |
| 5    | Foreste Peterson  | Stati Uniti | 1:41,59 |
| 6    | Maisie Ide        | Stati Uniti | 1:41,63 |
| 7    | Hannah Hunsaker   | Stati Uniti | 1:44,19 |
| 8    | Madison Lord      | Stati Uniti | 1:44,37 |
| 9    | Francesca English | Stati Uniti | 1:45,66 |
| 10   | Alexandra Skovran | Stati Uniti | 1:46,09 |

Data: 28 marzo

Località: Sugarloaf

1ª manche:

Ore: 

Pista: 

Partenza: 945 m s.l.m.

Arrivo: 747 m s.l.m.

Dislivello: 198 m

Tracciatore: Ian Dunlop

2ª manche:

Ore: 

Pista: 

Partenza: 945 m s.l.m.

Arrivo: 747 m s.l.m.

Dislivello: 198 m

Tracciatore: Samuel Damon

#### Combinata
| Pos. | Atleta        | Nazione     |
| ---- | ------------- | ----------- |
| 1    | Megan McJames | Stati Uniti |
| 2    | ?             | ?           |
| 3    | ?             | ?           |